# Kosmos 84
Kosmos 84 – radziecki satelita telekomunikacyjny wysłany wraz z bliźniaczymi Kosmos 80, 81, 82, 83. Dwudziesty czwarty statek typu Strzała.
Satelita pozostaje na orbicie okołoziemskiej, które trwałość szacowana jest na 10 000 lat.